# Alexandre Charpentier

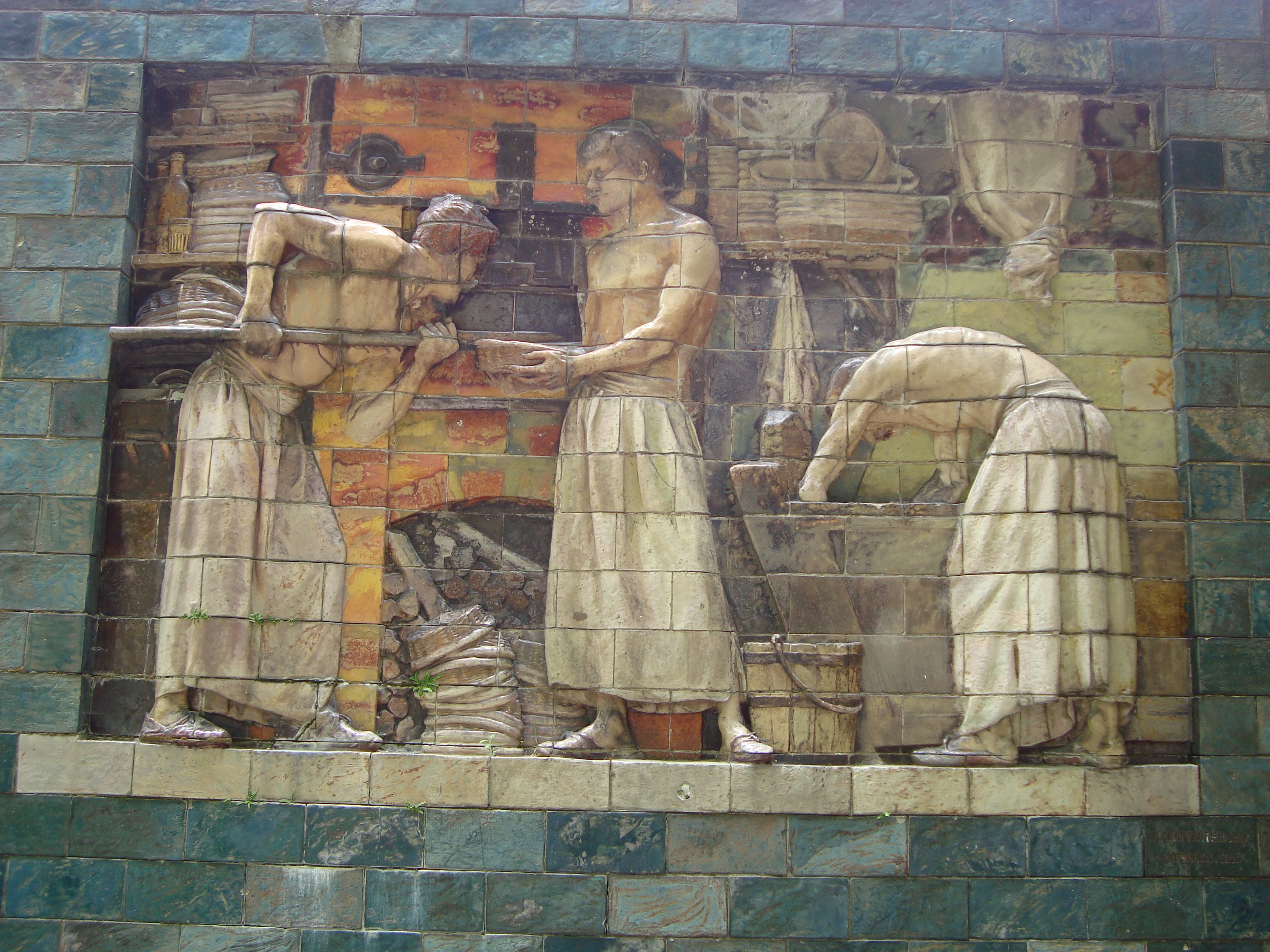
Los panaderos (1897), bajorrelieve de gres esmaltado, square Scipion, París

Alexandre-Louis-Marie Charpentier (París, 10 de junio de 1856–Neuilly-sur-Seine, 4 de marzo de 1909) fue un pintor, escultor, medallista, diseñador y ebanista francés de estilo art nouveau. 

## Biografía
Tras una formación inicial en un taller de joyería y otro de medallas, estudió en la Escuela Nacional Superior de Bellas Artes de París, donde fue alumno de Hubert Ponscarme. Se movió en el círculo de artistas impresionistas y fue amigo de Camille Pissarro, Paul Signac y Constantin Meunier. En 1890 expuso en el Salón de los XX en Bruselas. Colaboró con el Théâtre-Libre de André Antoine, para el que diseñó algunos programas. También dirigió la decoración escultórica del cabaré Le Chat Noir.
Fue el inventor del gofrado, un tipo de estampación en seco que proporcionaba volumen a las estampas, combinable con otras técnicas de grabado como la litografía.
Fue amigo de Claude Debussy, quien le dedicó su pieza para piano Cloches à travers les feuilles. Gracias a su mediación fue nombrado Caballero de la Legión de Honor.